# Low-voltage differential signaling
Low-voltage differential signaling (LVDS) is een systeem voor elektrische communicatie, dat werkt met differentiële signaaloverdracht.

## Algemeen
Tegenwoordig moet data steeds sneller en sneller verzonden worden, er worden steeds nieuwe methodes bedacht die data toch maar een beetje sneller door kunnen zenden. Low-voltage differential signaling is hier een voorbeeld van. Door de data differentieel door te sturen ontstaan zeer veel voordelen. Hier volgen enkele voorbeelden waar een hoge datasnelheid gewenst is en waar LVDS een oplossing zou kunnen bieden:
- Hubs voor datacommunicatie
- ATM-switches in telecommunicatie (asynchronous transfer mode)
- Vlakke beeldschermen ('flat-panel displays')
- Printers
- Digitale kopieermachines

LVDS biedt dus vooral een oplossing waar snelle in-system datacommunicatie vereist is. Met in-system wordt bedoeld, tussen IC's op dezelfde printplaat (PCB), of tussen verschillende printen onderling.

## Fysische laag
Enerzijds is er een driver en anderzijds een receiver, hiertussen wordt via twee connecties informatie uitgewisseld. Deze connecties kunnen eender wat zijn, gaande van twisted pairs tot PCB-tracks. De twee verbindingen voeren een differentieel signaal met een kleine amplitude dat gesuperponeerd is op een common-mode spanning, zoals in volgende figuur te zien is.
De stroomrichting zal bepalen of er een logische “1” of “0” wordt verstuurd.
Hier kunnen twee spanningen gedefinieerd worden:
- common mode spanning (middelste lijn in bovenstaande figuur) = v1 + v22
- differential mode spanning = v1 − v2

## Voordelen
Doordat de signalen differentieel worden verstuurd is het signaal ongevoelig voor common-mode ruis. Dit is ruis die de spanning op beide connecties laat variëren in dezelfde richting, hierdoor stijgt de globale common-mode spanning wel maar de differentiële spanning blijft behouden tussen de twee connecties, dus gaat de informatie niet verloren. Onderstaande figuur geeft een voorbeeld van een signaal waarvan de common-mode spanning is gewijzigd.
Doordat ruis weinig invloed heeft op het signaal is het niet nodig dat er grote spanningen worden gebruikt. De differentiële spanning  is gelijk aan 350 mV, de common-mode spanning is gelijk aan 1,25 V (volgens de ANSI/TIA/EIA-644-A-2001 standaard). Deze lage spanningen hebben twee voordelen. Ten eerste is het energieverbruik hierdoor veel kleiner. Ten tweede zijn de transitietijden kort, er moet slechts 350 mV overbrugd worden. Dit zorgt ervoor dat er zeer grote datasnelheden mogelijk zijn. Het is nu duidelijk dat een LVDS systeem goed tegen elektromagnetische interferentie kan maar het blijkt ook dat deze zelf weinig EMI genereert. Dit komt doordat dat de differentiële spanning zich bevindt tussen de twee connecties die dicht bij elkaar liggen (de twee LVDS-banen zullen dicht bij elkaar liggen op een PCB bijvoorbeeld). Deze spanning heeft een hoge frequentie ten gevolg van de grote datarates maar zal voor minimale EMI zorgen omdat de oppervlakte van de stroomkring klein is.